# Cục Dân vận, Quân đội nhân dân Việt Nam
Cục Dân vận  trực thuộc Tổng cục Chính trị, Bộ Quốc phòng Việt Nam thành lập ngày 01 tháng 5 năm 1947  là cơ quan tham mưu giúp Thủ trưởng Tổng cục Chính trị về công tác dân vận cấp chiến lược trong toàn quân.

## Lịch sử
- Ngày 1 tháng 5 năm 1947, thành lập Ban Dân vận thuộc Phòng Tuyên truyền Huấn luyện thuộc Chính trị Cục[8] về sau đổi thành Phòng Địch vận trực thuộc Chính trị Cục.

## Lãnh đạo hiện nay

#### Cục trưởng
- Thiếu tướng  Bế Hải Triều

#### Phó Cục trưởng
- Đại tá Lê Anh Tuấn
- Đại tá Phạm Văn Sỹ

## Tổ chức
- Phòng Dân vận

## Hệ thống cơ quan Dân vận trong Quân đội
- Cục Dân vận thuộc Tổng cục Chính trị
- Phòng Dân vận thuộc các Quân khu, Quân đoàn, Quân chủng, Binh chủng, Tổng cục và tương đương.
- Ban Dân vận thuộc các Sư đoàn, Lữ đoàn, Vùng Cảnh sát biển, Bộ CHQS tỉnh, thành phố trực thuộc TW, Bộ CHBP tỉnh, thành phố trực thuộc TW và tương đương.

## Khen thưởng
- Danh hiệu Anh hùng Lực lượng Vũ trang Nhân dân[9]
- Huân chương Hồ Chí Minh[10]
- 02 Huân chương Bảo vệ Tổ quốc[9]
- 02 Huân chương Quân công[9]
- 03 Huân chương Chiến công hạng Nhất[9]
- Huân chương Quân công hạng Nhì (2012)[3]

## Lãnh đạo qua các thời kỳ

### Cục trưởng
- Thiếu tướng Đặng Văn Duy, từ 1978 - 1989.                                              Thiếu tướng Phạm Quang Vinh.                 Thiếu tướng Dương Đình Thông
- Thiếu tướng Đào Huy Thuấn, đến 2014
- Thiếu tướng Ngô Văn Bích, từ 2014 - 7.2017, nguyên Trưởng Ban Công đoàn Quốc phòng
- Thiếu tướng Ngô Thanh Hải, từ 7.2017 - nay, nguyên Chính ủy Bộ Chỉ huy Quân sự tỉnh Vĩnh Phúc [11]

### Phó Cục trưởng
- Đại tá Phạm Kim Sơn
- Đại tá Bế Hải Triều, nguyên Chính ủy Bộ CHQS tỉnh Bắc Kạn